# Guido Westerwelle
Guido Westerwelle (Bad Honnef, 27 de desembre de 1961 - 18 de març de 2016) fou un polític liberal alemany, ministre d'Afers Exteriors des del 2009 al 2013 segon govern d'Angela Merkel. Del 2009 al 2011 també en va ser vicecanceller
Del 2001 al 2011 va encapçalar el Partit Democràtic Lliure (FDP). Advocat de professió, fou diputat al Bundestag entre 1996 i 2013. El 2004 va mostrar-se per primer cop acompanyat de la seva parella, amb qui va formalitzar les relacions el 2010, i és la primera persona que ha sortit de l'armari ocupant càrrecs polítics importants a Alemanya.
El 28 d'octubre de 2009, després de les eleccions federals es constituí el nou govern de coalició entre la CDU, CSU i FDP encapçalat per Angela Merkel. Westerwelle fou ministre d'Afers Exteriors des del 2009 al 2013 segon govern d'Angela Merkel, i del 2009 al 2011 també en va ser vicecanceller.
En abril de 2011 va deixar la presidència del FDP després de diversos fracassos electorals, sent succeït per Philipp Rösler.